# Ayacucho (cráter)
Ayacucho es un cráter de impacto del planeta Marte situado a 38.5° Norte y 92.2° Oeste (38.2° Norte y 267.8° Este). La colisión causó una abertura de 2.5 kilómetros de diámetro en la superficie del cuadrángulo MTM 40092 del planeta. El nombre fue aprobado en 1991 por la Unión Astronómica Internacional en honor a la localidad de Ayacucho (Perú).